# Phytoliriomyza consulta
Phytoliriomyza consulta är en tvåvingeart som beskrevs av Spencer 1986. Phytoliriomyza consulta ingår i släktet Phytoliriomyza och familjen minerarflugor. Inga underarter finns listade i Catalogue of Life.